# Bailén (vino)
Bailén es una indicación geográfica con derecho a la mención tradicional Vino de la Tierra utilizada para designar los vinos de la comarca vitícola de Bailén, que abarca los términos municipales de Bailén, Baños de la Encina, Guarromán, Mengíbar, Torredelcampo y Villanueva de la Reina, en la provincia de Jaén, España.
Esta indicación geográfica fue reglamentada por la Junta de Andalucía en 2004.

## Variedades de uva
Son vinos elaborados con la variedad autóctona Molinera de Bailén, aunque también se utilizan las variedades tintas Garnacha Tinta, Tempranillo y Cabernet Sauvignon y la blanca Pedro Ximénez. La graduación alcohólica volumétrica mínima es de 10º para todos los vinos.

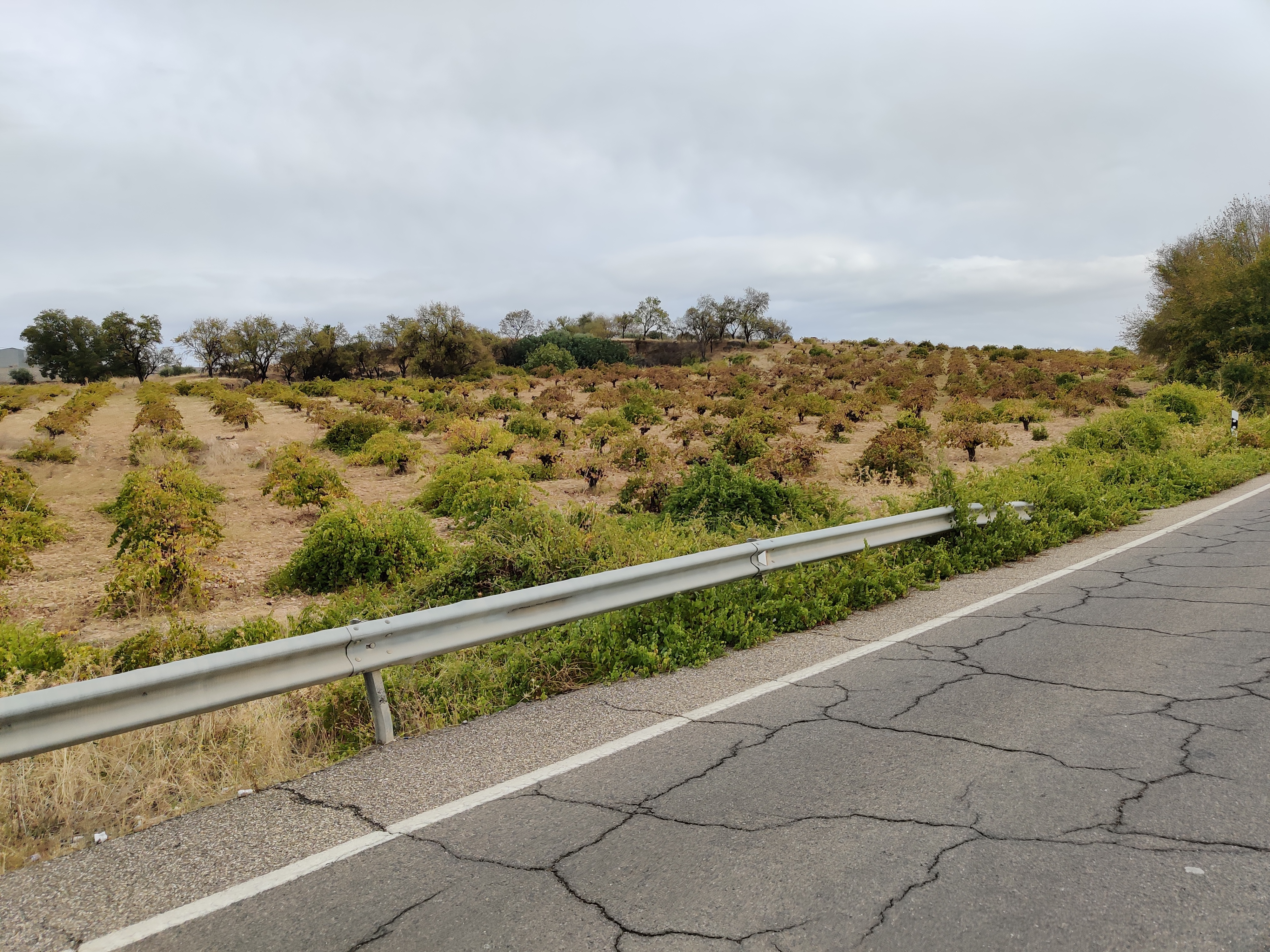
Viñas en Mengíbar, municipio dentro de la indicación geográfica "Vino de la Tierra de Bailén".

## Tipos de vino
- Blancos: vinos jóvenes elaborados con las variedades Molinera y Pedro Ximénez.[1]
- Rosados: elaborados con las variedades Molinera y Tempranillo.[1]
- Tintos: elaborados con las variedades Molinera, Tempranillo, Cabernet Sauvignon y Garnacha Tinta.[1]

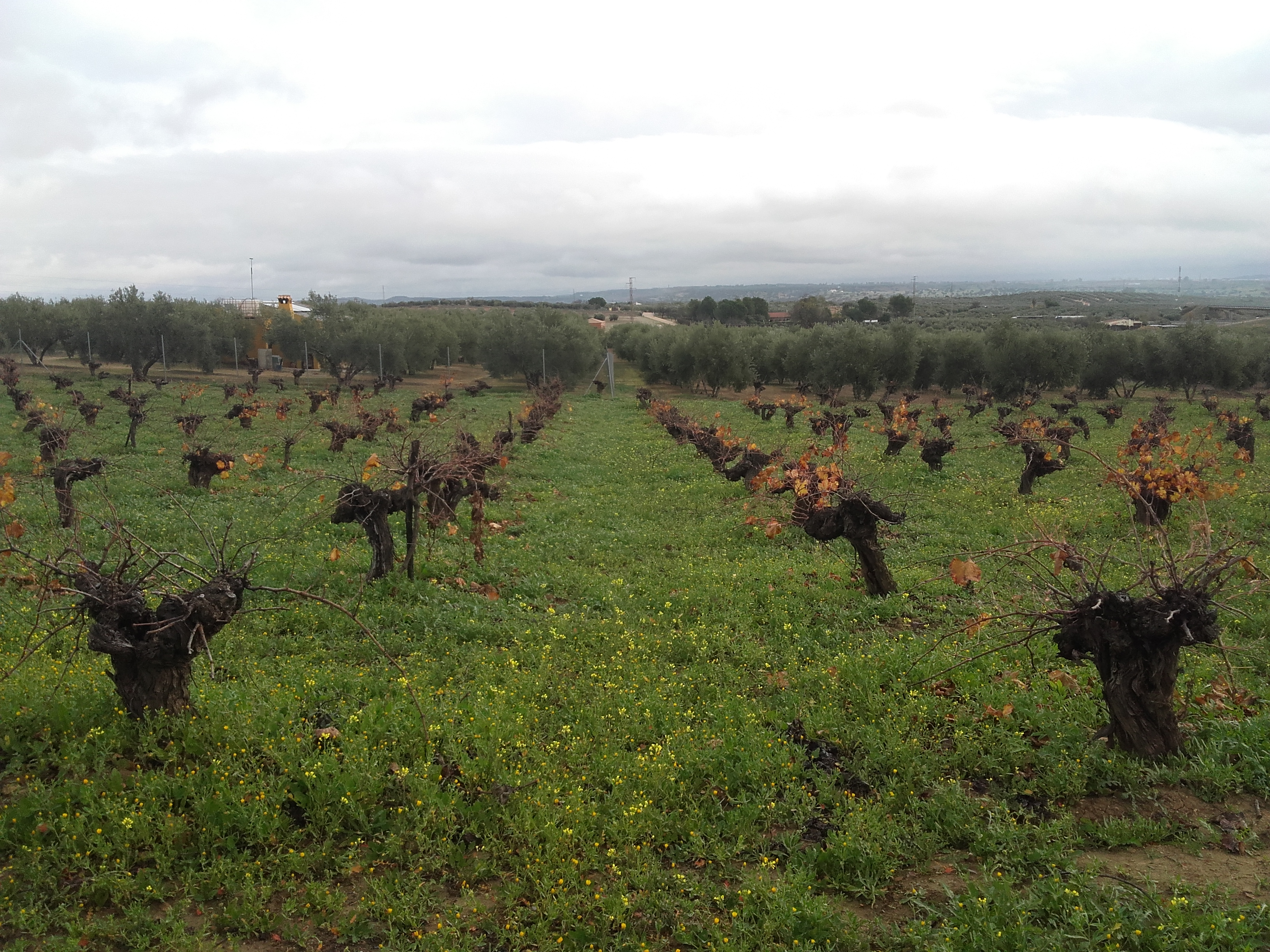
Viña en Bailén, municipio dentro de la I.G.P. "Vino de la Tierra de Bailén".